# Gare de Ménil-Hubert - Pont d’Ouilly
Gare de Ménil-Hubert - Pont d'Ouilly vasútállomás Franciaországban, Ménil-Hubert-sur-Orne településen.

## Vasútvonalak
Az állomást az alábbi vasútvonalak érintik:
- Falaise–Berjou-vasútvonal

## Kapcsolódó állomások
A vasútállomáshoz az alábbi állomások vannak a legközelebb: